# Drakes Branch
Pour les articles homonymes, voir Drake et Branch.
Drakes Branch est une municipalité américaine située dans le comté de Charlotte en Virginie.
Selon le recensement de 2010, Drakes Branch compte 530 habitants. La municipalité s'étend sur 4,13 milles carrés (10,7 km2).
La localité est fondée en 1853, quelques années après la construction de la ligne de chemin de fer entre Richmond et Danville. Elle doit son nom à la famille Drake et à sa situation à la « bifurcation » (en anglais : branch) d'un affluent du Roanoke, Twitty's Creek. Drakes Branch se développe grâce au commerce du tabac et devient une municipalité le 14 avril 1903.